# Aust-Agder tingrett

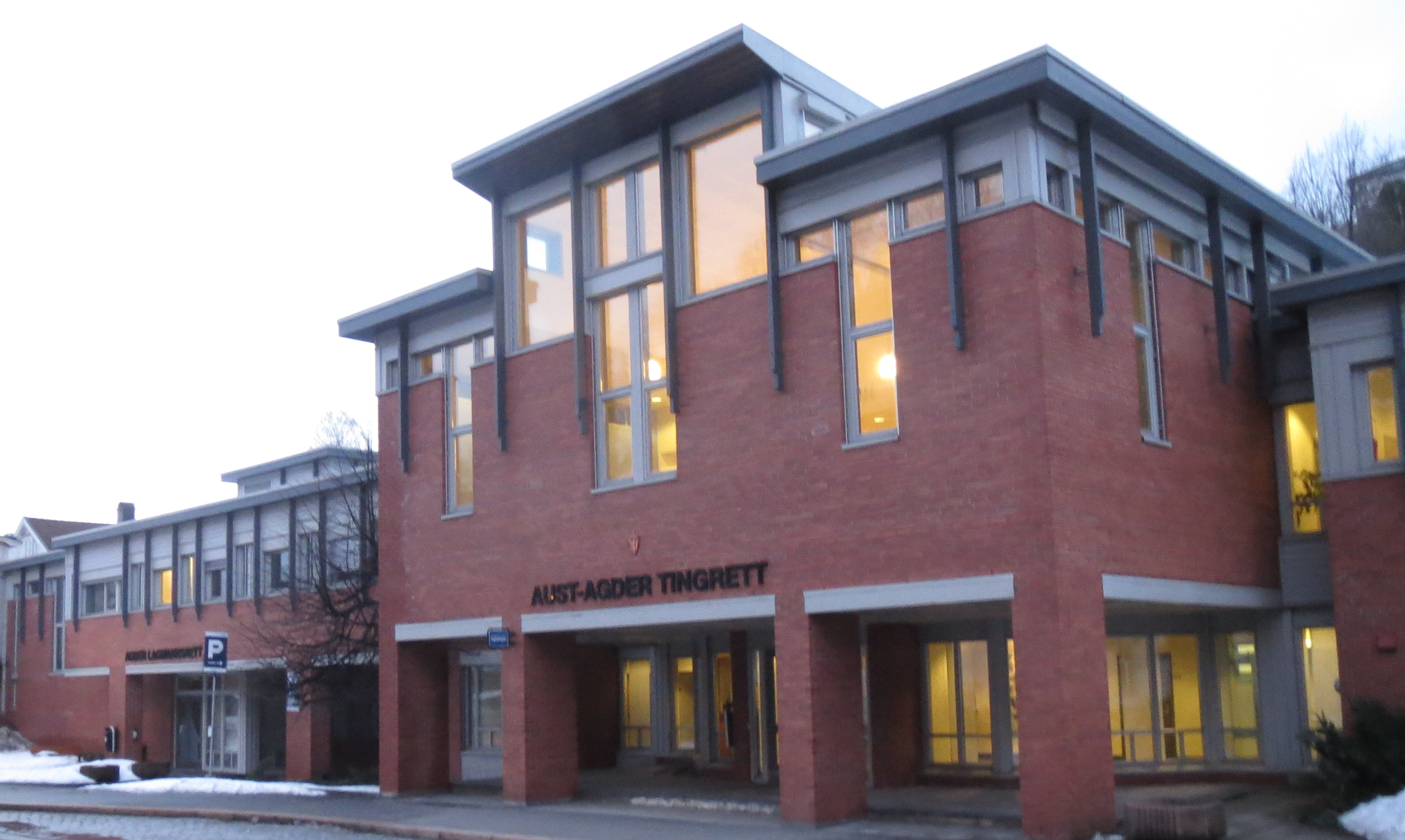
Tinghus in Arendal

Aust-Agder tingrett is een tingrett (kantongerecht) in de Noorse fylke Agder. Het gerecht is gevestigd in Arendal. Het gerechtsgebied omvat de gemeenten Grimstad, Arendal, Froland, Åmli, Tvedestrand, Vegårshei, Risør en Gjerstad. Aust-Agder maakt deel uit van het ressort van Agder lagmannsrett. In zaken waarbij beroep is ingesteld tegen een uitspraak van Aust-Agder zal de zitting van het lagmannsrett meestal worden gehouden in Arendal.